# Adelocosa anops
Adelocosa anops е вид паякообразно от семейство Lycosidae. Видът е застрашен от изчезване.

## Разпространение
Разпространен е в САЩ (Хавайски острови).